# Nimm2
Nimm2 — торговая марка конфет, производящихся с 1962 года немецкой компанией August Storck KG. Первоначально: конфеты двух вкусов (лимонные и апельсиновые), дополнительно обогащённые витаминами, продаются в общих упаковках. 
В дальнейшем были созданы конфеты Nimm2 с другими вкусами, а также целая линейка других товаров: мармелада, жевательных резинок и тд. 